# Телепнёв, Василий Григорьевич
Васи́лий Григо́рьевич Телепнёв — подьячий (1604), судья Посольского приказа (1606), думный дьяк Посольского приказа при царе Василии Ивановиче Шуйском (1606—1610).

## Биография
Род Телепнёвых происходит от князей Оболенских. По документам, поданным в Разрядный приказ в конце XVII века, происхождение Телепнёвых выглядит более скромным: они производили себя от выходца из Польши Степана Телепнёва, переехавшего на службу в московское государство в XVI столетии. Брат Василия — Ефим упоминается в качестве дьяка (1604) в Новгороде Великом.
Первое упоминание о Василии Григорьевиче Телепнёве относится, когда в Москве находился гонец из Священной Римской империи Валтазар Мерл (июнь 1604). Подьячему Василию Телепнёву было велено отнести на подворье к гонцу «опасную грамоту» для проезда в Москву императорского посла, вручить дипломату царское жалование и вернуть кубки, которые тот подарил во время аудиенции царю Борису Годунову. Второй раз Василий Григорьевич упоминается, когда он ездил на подворье к крымскому гонцу для переговоров о выкупе русских пленных, привезённых с собою в Москву этим дипломатом (14 октября 1604). Спустя три месяца он снова отправился к крымчанам: «по приказу дьяка Афанасия Власьева ездил Василий Телепнёв на крымский двор для договору тех же полоняников» (07 января 1605). В росписи подьячих Посольского приказа, служивших в ведомстве при Власьеве, имя Телепнёва не значится, видимо, на тот момент он был одним из «молодых» посольских подьячих, которые при составлении списка не были переименованы поимённо.
Следующие упоминания относятся к правлению Лжедмитрия I. «Новый царь» пожаловал в дьяки «старого» посольского подьячего Петра Палицына, а на освободившееся место был переведён Василий Телепнёв: «А как подьячему Петру Палицыну велено быть в дьяках, и на его место был в подьяцих Василий Телепнёв, а оклад ему был поместный 500 чети, денег 50 рублёв» (1605). Таким образом Василий Григорьевич, до того служивший «молодым» подьячим, сразу был переведён в «старые» подьячие с максимальным для приказной системы Московского государства жалованием, при этом он опередил в карьерном продвижении многих подьячих Посольского приказа, имевших гораздо более значительный стаж и опыт работы. В качестве старого подьячего он ходил по поручению Лжедмитрия I на подворье к польскому посланнику Гонсевскому. Во время переговоров в Москве (январь 1608), Гонсевский напомнил посольскому дьяку: «А ты, государской диак Василий, приезжал ко мне на польский двор, как я был от государя своего прислан к тому небощику и говорил ты мне, что он прямой государь ваш, прирождённый, милостивой и храбрый государь».
Точно определить дату пожалования Думным дьяком В. Г. Телепнёву невозможно, принято считать, что думным дьяком он стал одновременно с назначением на пост судьи Посольского приказа (1606). Во главе внешнеполитического ведомства он находился на протяжении всего царствования царя Василия Шуйского. Эти четыре года были сложными для Московского государства: внутренний кризис был дополнен кризисом в сфере внешней политики. Дважды Москва оказывалась в осаде: под её стенами стояла повстанческая армия Ивана Болотникова (1606) и войско Лжедмитрия II (июль 1608 — март 1610). Несмотря на кризис, во время руководства Посольским приказом Телепнёва внешнеполитические связи оставались довольно обширными: сохранились сведения о приездах в Москву дипломатов из Польши, Швеции, Крыма, империи Габсбургов, Ногайской Орды. Из Москвы были направлены дипломатические миссии в Крымское ханство, на Дон, были посланы грамоты в Англию, Любек, к кумыцкому князю. Московское правительство стремилось сохранить мир на западных границах, уклоняясь при этом от ратификации русско-шведского Тявзинского договора (1595), по которому Московское государство отказывалась от претензий на прибалтийские земли. Одновременно с этим Россия пыталась наладить отношения с Крымским ханством и расширить своё влияние на Кавказе. Кроме того, было необходимо добиться подтверждения Польшей 20-летнего перемирия, обстоятельства свержения Лжедмитрия I (в ночь на 17 мая 1606), когда в Москве было перебито множество поляков, давали основания для опасений.
Смутное время внесло коррективы в отношения с соседними государствами, и этот перелом пришёлся именно на время руководства Посольским приказом В. Г. Телепнёва. Вследствие активной поддержки польской шляхты Лжедмитрия II (середина 1608), внешнеполитический курс Москвы принимает антипольскую направленность, и окончательная смена ориентира произошла (1609), когда армия польского короля Сигизмунда III вторглась на территорию России, что вынудило царя Василия Шуйского искать помощи извне. Уже летом (1608) наметилось сближение России и Швеции, закончившееся подписанием договора (февраль 1609), по которому Швеция в обмен на пограничный Корельский уезд обязалась поддержать Василия Шуйского в борьбе с Лжедмитрием II. В. Г. Телепнёв принял в Посольском приказе (21 августа 1609) шведских наёмников, прибывших в Москву за жалование и участвовал в двух аудиенциях данные им царём. Участвовал в дальнейших переговорах с шведскими послами (начало 1610). Были направлены гонцы с грамотой (автор Телепнёв) в Ногайскую Орду, стараясь добиться помощи от князя Иштерика (март 1610) и итог данной миссии стало отправление ногайским князем части Орды на помощь Василию Шуйскому. Были активизированы контакты с Крымским ханством и если раньше дипломаты отклоняли предложения хана в помощи в борьбе с мятежниками, то начиная (с 1608) сами просили об этом.
Телепнёву приходилось решать и частные вопросы: занимался расследованием дела (сентябрь 1609 — март 1610) по челобитной ногайского посла Нурагмета на толмача Тютнева, который взял у посла саблю и не уплатил денег за неё, в результате чего деньги были возвращены ногайцу.
После свержения царя Василия Шуйского В. Г. Телепнёв примкнул к боярской группировке, выступающей за избрание на российский престол польского королевича Владислава. На переговорах (5 августа 1610) обсуждался вопрос о приглашении на престол королевича Владислава, причём Василий Телепнёв зачитывал гетману Жолкевскому условия, которые ставила российская сторона. В. Г. Телепнёв вторично ходил к Жолкевскому (13 августа 1610) и от лица московского правительства требовал перехода Владислава в православие и отступления польских войск от Смоленска.
В дальнейшем В. Г. Телепнёв упоминается в документе в качестве «канцлера» (28 августа 1610), а в марте в качестве Думного дьяка Посольского приказа.
Последнее упоминание о Василии Григорьевиче относится приходится на март 1611, когда по указу королевича Владислава было дано распоряжение об отправлении денег «…. в Посольский приказ к печатнику и к думному дьяку к Ивану Грамотину да к Василью Телепнёву». Согласно этой грамоте, он оставался в Посольском приказе в чине думного дьяка до марта 1611 года, но главой дипломатического ведомства являлся Грамотин.
Для вручения Сигизмунду III был составлен список думных дворян и дьяков, известных своей приверженности царю В. И. Шуйскому, имя В. Г. Телепнёва в дьяческом списке стояло вторым, после имени главы Разрядного приказа Василия Янова (1610). Имя В. Г. Телепнёва упомянуто в книге Московского стола (1627) в которой говорится: «При Василие Шуйском …. в Посольском приказе был думный дьяк Василий Телепнёв и Василий Телепнёв был меньше Василия Янова».
В общении с иностранными дипломатами Василий Григорьевич не всегда умел соблюдать правила посольского этикета и вёл себя подчас грубо. Польские послы (апрель 1606) обратились к членам ответной комиссии с жалобой на Телепнёва: «.… и то делалось принаших очах, что он, Василей, пана Миколая обесчестил не токмо словом и рукою на него замахивался и тем, он обесчестил не посла.. А если он и будет здесь бояры и нам с ним ни о чём не говорить».

## Семья
- Брат — думный дьяк Телепнёв Ефим Григорьевич.
- Сын: Степан — жилец (1617/18), стряпчий (1623), стольник (1627).
- Сын: Юрий — жилец (1617/18), стольник (1628), московский дворянин (1635).
- Сын Никифор — жилец (1620/21), московский дворянин (1634).
- Сын: Данила — жилец (1628), стряпчий (1633).[3]